# If You Love Me, Let Me Know
Az If You Love Me, Let Me Know az abban az időben Londonban élő Olivia Newton-John külön az amerikai piac számára megjelentetett második albuma, mely Olivia első négy, Amerikában meg nem jelent albumának alapján készült, de ennek ellenére nem szokták a válogatáslemezek közé sorolni. Ezen az albumon mutatták be az amerikai közönségnek Olivia I Honestly Love You című dalát. Mint a dal, mint az album Amerikában az első helyezést érte el.

## Érdekességek
- Az album bevezető, Changes című dala Olivia első olyan saját szerzeménye, mely lemezen is megjelent. A dal szülei gyermekkorában történt válásának története. 1958-ban egy válás Ausztráliában ritka és botrányos eseménynek számított. Oliviát az eset nagyon megviselte, hozzájárult a házasság intézménye iránti későbbi félelmeihez.
- Az I Honestly Love You első széleskörő amerikai tévébemutatója során (Johnny Carson's Tonight Show, 1974. június 5) Olivia az egyenes adás alatt elsírta magát a dal éneklése közben.

## Az album dalai
- Changes
- Country Girl
- Free The People
- God Only Knows
- Home Ain't Home Anymore
- I Honestly Love You
- If You Love Me, Let Me Know
- Mary Skeffington
- River's Too Wide
- You Ain't Got The Right

## USA helyezések
- Billboard album lista: No.1
- Country album lista: No.1
- If You Love Me Let Me Know - Country lista: No.2, Billboard Hot 100: No.5
- I Honestly Love You - Country lista: No.6, Billboard Hot 100: No.1

## Kiadások
- USA LP: MCA Records MCA-411
- USA CD: MCA MCAD-31018